# Ямна Долішня

Церква Св. Михаїла у с. Ямна Долішня, існувала з 1905 до 1950-х років (малюнок С. Ґібінського).

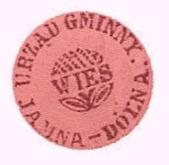
Печатка села 1876 р.

Ямна Долішня (пол. Jamna Dolna) — неіснуюче нині село, що лежало на прадавніх українських землях, в долині потічка Ямнянки, притоки річки Вігор, яка в свою чергу є притокою р. Сян. Нижче по течії Ямнянки знаходилося також село Трійця, а найближчими містами були Риботичі та Арламів.

## Історія
Найстарший документ, що розповідає про заселення берегів Вігора а також його приток, датується 1367 роком. Потік Ямнянка в різних джерелах називається також Ямніцею, Ямнічою, Ямною. Назва походить від слова яма — потік творить заглиблення серед пагорбів. Назва Долішня було додано для відокремлення від заснованої пізніше Ямни Горішньої. Село закріпачене за волоським правом Риботицькими. Перша згадка про село 1469 року проходить під назвою «Марунова Воля». У 1532 році в селі було 2 дворища, млин, піп (отже, була вже церква) і солтис. У 1605 році в селі був замок. До 1772 року входило до складу Перемишльської землі Руського воєводства Королівства Польського.
У 1772 році після першого розподілу Польщі село належало до імперії Габсбургів, входило до провінції Королівство Галичини та Володимирії. В 1880 р. було 772 жителі в селі та 23 у панському дворі (з них 783 греко-католики і 1 римо-католик).
Після розпаду Австро-Угорщини і утворення 1 листопада 1918 р. Західноукраїнської Народної Республіки це переважно населене українцями село Надсяння було окуповане Польщею. В селі діяла читальня «Просвіти», на 1939 рік налічувала 158 членів. На 1.01.1939 в селі було 1150 жителів, з них 1130 українців, 10 поляків, 10 євреїв. Село входило до ґміни Риботиче Добромильського повіту Львівського воєводства.
Після початку Другої світової війни 13 вересня 1939 року війська Третього Рейху увійшли в село, та після вторгнення СРСР до Польщі 27 вересня увійшли радянські війська і Ямна Долішня, що знаходиться на правому, східному березі Сяну, разом з іншими навколишніми селами відійшла до СРСР та ввійшла до складу утвореної 27 листопада 1939 року Дрогобицької області УРСР (обласний центр — місто Дрогобич).
З початком німецько-радянської війни 27 червня 1941 року село було зайняте військами вермахту.
28 липня 1944 року німці покинули цю територію. 2 серпня в селі коло церкви формувалася сотня УПА. Село на наступні 3 роки стало «столицею повстанської республіки». 19 серпня село оточило НКВД і примусово мобілізувало українців до Червоної Армії.
В березні 1945 року Ямну Долішню, як і весь Бірчанський район з районним центром Бірча, Ліськівський район з районним центром Лісько та західна частина Перемишльського району включно з містом Перемишль зі складу Дрогобицької області передано Польщі.

### Церква
Спочатку в селі була церква Святої Трійці, наступна — дерев'яна церква Св. Миколая була збудована в 1905, належала до парафії у с. Трійця Добромильського деканату Перемишльської єпархії УГКЦ. Поруч стояла дзвіниця з XIX ст., в 1950-х рр. зруйнована разом із церквою. В селі також був греко-католицький цвинтар, закладений у XVI столітті, діяв до 1946 року. Тут похований командир ВО-6 «Сян» Яків Чорній, який загинув 23.12.1944 коло Ліщин у бою з частиною НКВД.

## Демографія
- 1785—540 греко-католики, 13 римо-католиків, 16 юдеїв
- 1840—817 греко-католиків
- 1859—614 греко-католиків
- 1879—783 греко-католики
- 1899—906 греко-католиків
- 1926—984 греко-католики
- 1938—1076 греко-католиків

### Виселення
9 вересня 1944 р. між Радянським Союзом та тимчасовим урядом Польщі було підписано договір про прийняття так званої Лінії Керзона як польсько-українського кордону. Згідно з ним частина земель з переважно українським населенням відходила до Польщі (Підляшшя, Холмщина, Надсяння і Лемківщина). По той бік кордону опинялися близько мільйона українців. У вересні-жовтні 1944 почалося добровільне переселення, яке в 1945 році стало примусовим. Спроба виселення наприкінці вересня була упереджена УПА в ході кількагодинного бою в лісі Пасіка і польське військо змушене було повернутися до Арламова. 14 жовтня 1945 відбулася наступна спроба виселення українців із села Ямна Долішня, яких вигнали в Риботичі, де два тижні тримали під голим небом і дощем, коли в той час поляки грабували їх оселі, а тоді вивезли більшість у Дрогобицьку область (околиці Дрогобича, Самбора, Ходорова і Стрия), а решта (58 родин) оселилися в Тернопільській області. Але значна частина людей (35 родин — 94 особи) ще перед прибуттям 30 полку піхоти Війська польського сховалась у лісі та в сусідньому селі Арламові, котре було виселене раніше, та незабаром повернулися в село. 5 листопада спорожнілі хати виселених українців, ймовірно, спалені УПА задля недопущення поселення поляків.
10-15.05.1947 35 родин (94 особи) були депортовані на ті території в західній та північній частині польської держави (так звані повернені території), що до 1945 належали Німеччині, п'ятьох ув'язнили до Явожна. Вночі 20 вересня 1947 р. згоріли 72 порожні хати, ймовірно, спалені УПА задля недопущення поселення поляків.
У 1950-х роках всі будівлі села були зруйновані, зруйнована церква, бульдозерами зрівняли з землею не тільки селянські подвір'я, але й цвинтар. З кінця 1950-х безлюдна територія села разом з територіями інших навколишніх виселених сіл належала до відпочинкового комплексу Ради Міністрів, а з 1990-х територія колишніх сіл Ямна Горішня та Ямна Долішня ввійшли до ландшафтного парку «Перемишльське Підгір'я». Єдиним слідом колишнього життя залишилась понищена капличка по дорозі на Трійцю.

## Відомі люди
- Шевчик Василь Іванович